# Виландро (замък)
Замъкът Виландро (на френски: Château de Villandraut) се намира в община Виландро, департамент Жиронд в югозападна Франция (регион Аквитания). Построен е в началото на 14 век от Бертран дьо Гот след избирането му за папа под името Климент V. Роден в този край, папа Климент V запазва през целия си живот особена слабост към това място и нарежда да се изгради този величествен замък, който е трябвало да му служи за резиденция.
Замъкът е обявен за исторически паметник на Франция от 1886 г.